# 萊蒙泰

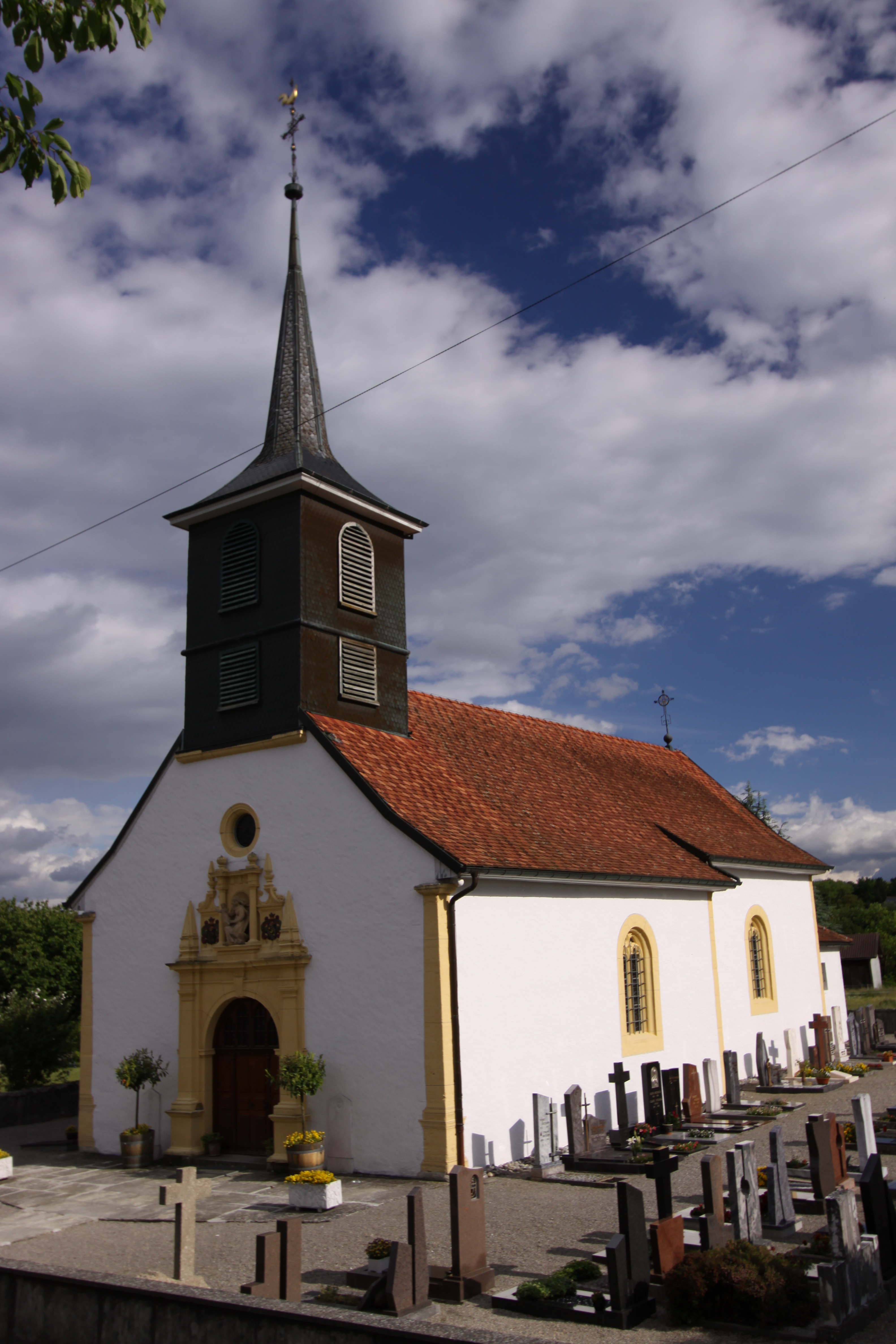

萊蒙泰是瑞士的城鎮，位於該國西部，由弗里堡州負責管轄，處於埃斯塔瓦耶以南4公里，面積10.31平方公里，海拔高度490米，2011年人口1,335，人口密度每平方公里129人。